# Ninki
Ninki var i mesopotamisk mytologi en av flera versioner av modergudinnan Ninhursag. 